# Mario Kart DS
Mario Kart DS is een racespel voor de Nintendo DS waarbij Mario en zijn vrienden (en vijanden) tegen elkaar racen in karts.
De kartbanen hebben allemaal te maken met andere Mario-spellen en er zijn zelfs banen uit de GameCube, Game Boy Advance, Nintendo 64, en SNES-versies van het spel.
Tijdens de race kan een speler voorwerpblokken pakken met daarin een voorwerp dat men tegen zijn/haar tegenstanders kan gebruiken. Het spel kan ook online gespeeld worden via de wifiverbinding en het kan ook gespeeld worden zonder internet. Er zitten ook battle- en missiemodes op en als men meer gouden bekers wint zal men ook nieuwe karts, personages en banen krijgen.

## Spelmodes
In Mario Kart DS zijn verschillende spelmodes beschikbaar:
- Singleplayer
  - Grand Prix: hierbij worden vier parcoursen achter elkaar gereden.
  - Time Trials: hierbij wordt een parcours door een speler in zijn/haar eentje gereden om te kijken hoe snel hij is en om zijn vorige record te verbreken.
  - VS: hierbij kiest de speler een parcours om te rijden. Men kan ook in teams rijden.
  - Battle: hierbij strijdt men tegen andere personages door tegen ze aan te rammen. Wie als laatste nog levens (of shines) overheeft, wint.
  - Missions: hierbij moet men binnen een bepaalde tijd een doel bereiken.

- Multiplayer
  - Normal Mode (iedereen heeft het spel nodig)
  - Simple Mode (een iemand heeft het spel nodig)

## Speelbare personages
Mario Kart DS telt in totaal dertien personages, hier de lijst met de wagens:
| Personage                         | Eerste wagen    | Standaard wagen | Tweede wagen   |
| --------------------------------- | --------------- | --------------- | -------------- |
| Mario                             | B Dasher        | Standard MR     | Shooting Star  |
| Luigi                             | Poltergust 4000 | Standard LG     | Streamliner    |
| Princess Peach                    | Royale          | Standard PC     | Light Tripper  |
| Yoshi                             | Egg 1           | Standard YS     | Cucumber       |
| Toad                              | Mushmellow      | Standard TD     | 4-Wheel Cradle |
| Donkey Kong                       | Rambi Rider     | Standard DK     | Wildlife       |
| Wario                             | Brute           | Standard WR     | Dragonfly      |
| Bowser                            | Tyrant          | Standard BW     | Hurricane      |
| Princess Daisy*                   | Power Flower    | Standard DS     | Light Dancer   |
| Dry Bones*                        | Banisher        | Standard DB     | Dry Bomber     |
| Waluigi*                          | Gold Mantis     | Standard WL     | Zipper         |
| R.O.B.*                           | ROB-BLS         | Standard RB     | ROB-LGS        |
| Shy Guy (alleen in Download Play) | n.v.t.          | Standard SG     | n.v.t.         |

*: personage niet in het begin beschikbaar, moet ontgrendeld worden.
Als je alle grand prix uitgespeeld hebt (ook de 150cc mirror) kun je bij alle personages alle auto's kiezen.

## Circuits
Mario Kart DS heeft 32 circuits verdeeld over acht bekers. De helft van deze circuits zijn gloednieuw, de andere helft zijn opgepoetste versies van circuits uit voorgaande Mario Kart-games (vier circuits uit elke voorloper). Een aantal van de Mario Kart DS-circuits zijn verschenen als retrocircuits in nieuwere Mario Kart-games.

### Nieuw
Mushroom Cup
- Figure-8 Circuit
- Yoshi Falls
- Cheep Cheep Beach
- Luigi's Mansion

Flower Cup
- Desert Hills
- Delfino Square
- Waluigi Pinball
- Shroom Ridge

Star Cup
- DK Pass
- Tick-Tock Clock
- Mario Circuit
- Airship Fortress

Special Cup
- Wario Stadium
- Peach Gardens
- Bowser Castle
- Rainbow Road

### Retro
Shell Cup
- SNES Mario Circuit 1
- N64 Moo Moo Farm
- GBA Peach Circuit
- GCN Luigi Circuit

Banana Cup
- SNES Donut Plains
- N64 Frappe Snowland
- GBA Bowser Castle 2
- GCN Baby Park

Leaf Cup
- SNES Koopa Beach 2
- N64 Choco Mountain
- GBA Luigi Circuit
- GCN Mushroom Bridge

Lightning Cup
- SNES Choco Island 2
- N64 Banshee Boardwalk
- GBA Sky Garden
- GCN Yoshi Circuit

## Besturing
- D-pad: sturen
- A-knop: gas geven
- B-knop: remmen of achteruit
- X-knop: gebruik voorwerp
- Y-knop: verander kaart
- L-knop: gebruik voorwerp
- R-knop: springen of drift
- Start: pauzeer het spel
- Select: blaas ballonnen op bij Balloon Battle
- Touchscreen: kies opties of verander kaart
- Microfoon: blaas ballonnen op bij Balloon Battle

## Voorwerpen
In Mario Kart DS keren elf voorwerpen uit voorgaande Mario Kart-games terug en zijn er twee nieuwe voorwerpen (Bullet Bill, Blooper). Met een driedubbele-versie van vier voorwerpen komt het totaal aantal voorwerpen in Mario Kart DS op zeventien. De Bullet Bill verandert de kart met coureur voor korte tijd in een gelijknamige kogel die voor korte tijd zeer snel over het parcours vliegt en alles aan de kant botst. De Blooper geeft alle andere coureurs slecht zicht door een inktvlek op het scherm te spuiten. Na korte tijd, aanraking met water of vlucht door de lucht verdwijnt de inktvlek weer. Van het groene schild, het rode schild, de banaan en de superpaddenstoel is een driedubbele-versie beschikbaar. De bananen hangen in een sliert achter de kart, de overige voorwerpen cirkelen rondom de kart. Dit is het eerste spel waarin een driedubbele-variant van de banaan beschikbaar is.

## Battle Mode
De Battle Mode bestaat uit twee onderdelen:
Balloon Battle
Elke speler begint met een ballon aan zijn kart. Door in de microfoon te blazen of op SELECT te drukken kunnen er extra ballonnen worden opgeblazen. Het is de bedoeling om tegenstanders met voorwerpen te treffen en zo hun ballonnen te laten knappen. Als iemand geen ballonnen meer heeft is diegene af, maar in multiplayer kan diegene dan nog onzichtbaar rond blijven rijden en voorwerpblokken plaatsen. Diegene die als laatste nog ballonnen heeft is de winnaar.
Shine Runners
Het is de bedoeling om zo veel mogelijk Shine Sprites te pakken in het level of te stelen van de tegenstanders. Als de tijd op is, is diegene met de meeste Shine Sprites de uiteindelijke winnaar.

## Battle Arena's

### Nieuwe Arena's
- Nintendo DS (de eerste DS die uitkwam)
- Twilight House (komt terug in Mario Kart Wii)
- Palm Shore (komt terug in Mario Kart 7)
- Tart Top

### Retro Arena's
- Block Fort (uit Mario Kart 64)
- Pipe Plaza (uit Mario Kart: Double Dash!!)

## Mission Mode
Mario Kart DS telt een extra modus waarin men verschillende missies moet voltooien. Deze modus bevat in totaal zeven levels met elk acht missies en een eindbaas. Voor iedere missie (en ook voor de eindbaasgevechten) krijgt de speler een beoordeling die vergelijkbaar is als bij de Grand Prix, bijna altijd heeft het te maken met hoelang de speler over de missie gedaan heeft, het kan ook te maken hebben met hoe ver een speler voorligt op zijn tegenstander en hoe mooi hij door de poorten heen is gegaan. Er zijn verschillende soorten missies:
- Rij door de poorten. Ze zijn bijna allemaal genummerd en men moet op de juiste volgorde door de poorten heen rijden.
- Verzamel munten.
- Vernietig item boxes. Vaak bevatten deze ook Mushrooms voor een korte snelheidsboost. Soms bewegen de Item Boxes ook en de speler moet ze dan achternazitten. In latere missies zijn er ook Fake Item Boxes present die voor behoorlijk wat vertraging kunnen zorgen.
- Gebruik sterren, Bob-ombs of Shells om vijanden te vernietigen.
- Rij achteruit. Dit is soms gecombineerd met andere soorten missies.
- Doe een bepaald aantal Power Boosts voor men over de finish gaat. Extra Power Boosts zijn vaak nodig om sneller te finishen en dus een hogere beoordeling te krijgen.
- Race tegen één tegenstander.
- Race een race van achter naar voren.
- Eindbaas. Eindbaasgevechten zijn uniek. Ze hebben hun eigen arena's en andere strategieën worden gebruikt om ze te verslaan. Alle eindbazen komen van Super Mario 64 DS.

Voor de meeste missies heeft de speler maar een beperkte tijd. Iedere missie vindt plaats op een parcours (soms ook een parcours uit de Battle Mode) en ze worden gedaan met een karakter in zijn of haar eigen standaard kart. Soms liggen er Mushrooms op de weg voor een korte snelheidsboost.
Er zijn zes levels in het begin, maar als men iedere missie minstens één ster heeft krijgt men level 7.

## Trivia
- Het spel is opgenomen in het boek 1001 Video Games You Must Play Before You Die van Tony Mott.